# Baronía de Beorlegui
La baronía de Beorlegui es un título nobiliario español creado el 6 de agosto de 1391 por el rey Carlos III de Navarra a favor de Juan de Bearne, hijo de Gastón III de Foix-Bearne, xi conde de Foix.
Su denominación hace referencia a la pequeña localidad de Beorlegui, en el antiguo territorio histórico de la Baja Navarra, actualmente integrada en el departamento francés de Pirineos Atlánticos, en la región de Aquitania.

## Barones de Beorlegui
|                                    | Titular                                                  | Periodo                            |
| Creación por Carlos III de Navarra | Creación por Carlos III de Navarra                       | Creación por Carlos III de Navarra |
| ---------------------------------- | -------------------------------------------------------- | ---------------------------------- |
| I                                  | Juan de Bearne                                           | 1391-1409/10                       |
| II                                 | Juan (II) de Bearne                                      | 1409/10-1418                       |
| III                                | Blanca de Bearne y Navarra                               | 1418-1467                          |
| IV                                 | Martín Beaumont y Erviti                                 | 1467-1522                          |
| V                                  | Gracián de Beaumont y Navarra                            | 1522-1528/29                       |
| VI                                 | Francisco de Beaumont y Beaumont                         | 1528/29-1547                       |
| VII                                | Martina de Beaumont y Beaumont                           | 1547-1602                          |
| VIII                               | Martín de Arizcun y Beaumont                             | 1602-1621                          |
| IX                                 | Juan de Arizcun y Beaumont y Álava                       | 1621-1673                          |
| X                                  | Juan de Arizcun y Aybar                                  | 1673-1699                          |
| XI                                 | Francisco Joaquín de Arizcun e Ibero                     | 1699-1753                          |
| XII                                | José Francisco de Arizcun y Ezpeleta                     | 1753-1799                          |
| XIII                               | María del Pilar de Salcedo Arizcun y Beaumont            | 1799-1806                          |
| XIV                                | María Dolores González de Castejón y Salcedo             | 1806-1825                          |
| XV                                 | Pedro Manuel González de Castejón y González de Castejón | 1825-1878                          |
| XVI                                | Francisco Javier González de Castejón y Elío             | 1915-1916                          |
| XVII                               | Manuel Gónzalez de Castejón y Entrala                    | 1916-1936                          |
| XVIII                              | Manuel González de Castejón y Martínez de Pisón          | 1966-1976                          |
| XIX                                | María Jesús González de Castejón y Moreno                | 1978-actual titular                |

## Historia de los barones de Beorlegui
- Martín Beaumont de Navarra,I barón de Beorlegui, II vizconde de Arberoa. Le sucedió su hijo:

- Tristán de Beaumont de Navarra, II barón de Beorlegui, III vizconde de Arberoa. Le sucedió su hijo:

- Francisco de Beaumont de Navarra, III barón de Beorlegui, IV vizconde de Arberoa.

1. Casó con Leonor de Braumont de Navarra y Artieda, señora de Santa Clara y Castejón. Le sucedió su hija:

- Martina de Beaumont de Navarra (1546-1602), IV baronesa de Beorlegui, V vizcondesa de Arberoa.

1. Casó con Pedro de Arizcun y Ursúa, señor de Aizcún. Le sucedió su hijo:

- Martín de Arizcun y Beaumont de Navarra (1571-1617), V barón de Beorlegui, VI vizconde de Arberoa.

1. Casó con Luisa de Álava-Santamaría y Elío. Le sucedió su hijo:

- Juan de Aizcún y Beaumont de Navarra y Álava (1591-1673), VI barón de Beorlegui, VII vizconde de Arberoa.

1. Casó, en 1634, con María Ángela Cruzat y Ezcurra, señora del mayorazgo de Aderiz.
2. Casó, en 1643, con Ana María Veraiz y Beaumont.
3. Casó con María Palacios Carranza, señora del Palacio Cabo de Armería de Leguina.
4. Casó, en 1650, con María Aybar y Lizarazu.

Rehabilitado en 1915 por:
- Francisco Javier González de Castejón y Elío, XVI barón de Beorlegui, XIV vizconde de Arberoa, VIII marqués del Vadillo.

1. Casó con María Ignacia Entrala y Launoy. Le sucedió, en 1915, por cesión, su hijo:

- Manuel González de Castejón y Entrala (.-1936), XVII barón de Beorlegui.

1. Casó con María de las Mercedes Martínez de Pisón y Martínez de Pisón. Le sucedió, en 1966, su hijo:

- Manuel González de Castejón y Martínez de Pisón, XVIII barón de Beorlegui.

1. Casó con María Jesús Moreno y Erviti. Le sucedió, en 1978, su hija:

- María Jesús González de Castejón y Moreno, XIX baronesa de Beorlegui.